# Giovanni Bruzzo (fumettista)
Giovanni Bruzzo (Genova, 26 maggio 1961) è un fumettista e illustratore italiano.

## Biografia
Appena diciassettenne, inizia a lavorare per lo studio Immagini e Parole di Torino, illustrando l'album di figurine di Goldrake.
Nel 1980 inizia a lavorare nel campo fumettistico, disegnando per lo Staff di If alcune storie per Oltretomba e Storie blu, e poi per le riviste La Bancarella e 1984, e per l'edizione italiana delle riviste Mad e Creepy.
Entra poi (1984) nell'avventura editoriale della Primo Carnera Editore, collaborando alle riviste Frigidaire e Tempi Supplementari.
Collabora poi alla rivista Intrepido.
Dal 1995, entrato in contatto con la Sergio Bonelli Editore, gli viene affidata la realizzazione grafica di albi di Mister No e in seguito di Brad Barron. Dopo queste esperienze viene dirottato sul personaggio di punta della casa editrice milanese, Tex, disegnando come primo lavoro le tavole del racconto L'uomo di Baltimora (albi n. 591 e 592 della serie regolare) su sceneggiatura di Tito Faraci.